# Martin Húska
Martin Húska (Houska), též zvaný Martínek či Loquis (14. století? – 21. srpna 1421 Roudnice nad Labem), byl táborský kněz, jeden z vůdců radikální táborské strany, hlasatel pikartských a chiliastických myšlenek, výborný kazatel. V historickém husitství zastával extrémní pozici.

## Život
Narodil se pravděpodobně na Moravě, ale místo ani datum nejsou známy. Dle Vavřince z Březové to byl „mladý kněz z Moravy, vybraného nadání a nadmíru znamenité paměti (...), řečený Loquis [mluvka], podle výmluvnosti, protože neohroženě hlásal myšlenky nikoli doktorů, nýbrž své." Kde získal vzdělání a kněžské svěcení, to se též neví. Mistr Jan z Příbrami o něm napsal, že pro své vtipy a rozumy byl od mnohých nazýván „Andělem zástupů Božích" a „Prorokem Danielem", ale byl prý všech bludů mistr a počátek. Je ztotožňován s knězem Martinem ze Znorov (dnes Vnorovy),[zdroj?] který byl obviněn z husitství a následně pozván na obhajobu svého učení před biskupa Jana Železného do Litomyšle. Z této cesty se již do Vnorov nevrátil.
Jeho názory se postupně radikalizovaly, což bylo posíleno vlivem francouzských sektářů z Pikardie (proto zváni pikarty), kteří byli pronásledováni inkvizicí a v roce 1418 přišli do Prahy. Martin Húska někdy na přelomu let 1420–1421 vystoupil s kritikou řady článků táborské věrouky a zejména polemizoval s učením o tělu Božím (eucharistii). „Podle Martínka měl Kristus jedno tělo, takže nemohl současně být na vícero pozemských oltářích. Nač uctívat víno a hostii, když Kristus duchovně pobývá na táborské půdě v každé krmi i v každém pití jeho věrných, a to bez jakéhokoli prostřednictví kněze. Každý řádný křesťan mohl si svou stravu i nápoje ‚dobrořečit‘. Ve svých důsledcích Martínkovo učení nejen znicotnilo výdobytek kalicha, ale i odbouralo poslední rozdíly mezi laikem a knězem."
Stoupenci Húskova učení tedy popírali přítomnost Kristova těla a krve ve svátosti oltářní ve způsobách chleba a vína. Hlásali, že se nemá před svátostí oltářní klekat, že se jí nemá prokazovat žádná úcta, ani se nemá uchovávat do druhého dne; to vše je modloslužba. Z tohoto důvodu rozbíjeli drahocenné monstrance, ve kterých bylo tělo Kristovo vystavováno lidu, a spolu se stříbrnými kalichy je prodávali.
Tyto názory narazily na odpor předních táborských kněží, jak o tom svědčí dopis, který v únoru 1421 zaslali Mikuláš Biskupec a Jan z Jičína pražským teologům. Proto se již v lednu 1421 Martin Húska vystěhoval i se svými stoupenci (asi 300 lidí) do Příběnic. Ale již 29. ledna 1421 byl pro své bludy zajat od pana Oldřicha z Jindřichova Hradce. Martin z vězení zaslal list táborským a žádal je o vyslechnutí; na jejich přímluvu byl propuštěn a dopraven na Tábor. Výsledkem Martinovy obhajoby v Táboře bylo, že pod nátlakem bludné články v kostele odvolal.
Húskova úloha v této době není zcela jasná. Táborská obec násilně rozehnala příběnickou osadu pikartů nejspíš již na přelomu března a dubna 1421. Do této doby klade profesor František Šmahel i odvolání bludných článků Martinem Húskou. Když v dubnu 1421 Jan Žižka vyhlazoval sektáře v Klokotech (kde bylo upáleno asi 50 lidí), na Táboře a snad i na Příběnicích, Húska mezi oběťmi tohoto masakru nebyl.
Jeho pokání však asi nebylo opravdové. Za situace, kdy Jan Žižka se svými kněžími všude vyhledával pikarty a dával je popravovat ohněm, se Húska na Táboře zřejmě necítil bezpečným. Krátce po sněmu čáslavském (3.–7. červen 1421) vydal se na Moravu a vzal s sebou stejně smýšlejícího kněze Prokopa Jednookého. Když došli do Chrudimi, byli zadrženi hejtmanem tohoto města, Divišem Bořkem z Miletínka. Hejtman se jich ptal na jejich názor o svátosti oltářní těla a krve Pána Ježíše. Martin Húska mu prý odpověděl, že tělo Kristovo je v nebi, uváděje za důvod, že měl jen jedno tělo, a ne více (zatímco hostií je mnoho). Hejtman nemohl snést takové rouhání, udeřil Martina pěstí a chtěl ho dát hned upálit. Nakonec však byli oba vězni vydáni hradeckému knězi Ambrožovi, který se chtěl pokusit o jejich obrácení.
Kněz Ambrož, věrný spojenec Žižkův, odvezl zajatce v poutech do Hradce Králové. Tam je držel asi dva týdny, ale když se nechtěli zříci bludů, dovezl je 22. června 1421 do Roudnice nad Labem, kde tehdy sídlil arcibiskup Konrád z Vechty, který se krátce předtím (21. dubna 1421) přidal k husitům. Arcibiskup, jako správce duchovních věcí království, je měl vyslechnout a potrestat. Byli uzavřeni do temného žaláře, kde strávili 8 týdnů. Protože nechtěli odvolat, žádal Jan Žižka Pražany, aby je dali dopravit do Prahy a pro postrach jiným na náměstí veřejně upálit.
Poněvadž však bylo v Praze mnoho Húskových přívrženců, báli se pražští konšelé rozbroje a rozhodli se pro exekuci v Roudnici. Poslali za sebe do Roudnice jednoho konšela spolu s katem. Kat ukrutně vypálil boky vězňů až do střev, aby vyznali, kdo ještě v Praze je s nimi ve spojení. Tímto způsobem z nich údajně vynutili jména několika Pražanů, kteří s nimi drží totéž mínění o svátosti oltářní. Na vyzvání, aby se zřekli svých bludů, odpověděli však s úsměvem: „Ne my, nýbrž vy, jsouce svedeni od bludného kněžstva, bloudíte a klekáte před stvořením, totiž chlebem v svátosti." Když byli dne 21. srpna 1421 vedeni na popraviště, řekl prý Martin Húska mnoho hrozných věcí, urážejících zbožné uši. Oba odsouzenci byli zabedněni do sudu a zaživa upáleni.

## Dílo
Spisy Martina Húsky se nezachovaly a jeho názory známe převážně z prací jeho odpůrců. Z různých zmínek ve spisech Vavřince z Březové a Jana z Příbrami vyplývá, že napsal několik traktátů o svém učení a o svých náhledech. Výňatky ze dvou Húskových traktátů, které byly určeny Píseckým, uvádí Jan z Příbrami ve spisu Život kněží táborských. V tzv. Kronice university pražské (Chronicon Universitatis Pragensis) je na závěr vypravování o Húskově smrti vložen jeho český list, který zaslal Píseckým. Existuje též v Petrohradu nalezený dokument Vyznání víry Petra Kániše a Martina Húsky. Tento text však není Húskovým dílem, i když čerpá z jeho argumentace. Cenné informace o Húskově eucharistickém učení podává Petr Chelčický ve spisu Replika proti Mikuláši Biskupcovi. Komplexně pak Húskovu nauku o Eucharistii vykládá Filip Gorazd Martinek ve svých textech Martínek Húska Loquis o Nejsvětější Svátosti Těla a Krve Páně a Pikartské myšlení kněze Húsky.

## Nauka o Eucharistii
Filip Gorazd Martinek píše, že přestože Húska vyznává chléb živý a věčný, pravý pokrm a pravý chléb, tak stejně tak „Húska vyznává, že po posvěcení (consecratio) není přítomen Pán Ježíš Kristus pod způsobami chleba a vína, zůstává tedy pouze chléb a víno. Jako důvod udává, že je nemyslitelné, aby proměněná hostie byla vystavena přírodním vlivům, např. zetlení, a víno aby mohlo zkysnout anebo aby hostii ohlodaly myši. Oslavené Tělo Pána Ježíše Krista nemůže být přece porušeno. Z toho vyvozuje to, co je výše uvedeno. Húska praví, že to, co je chléb, je znamením toho, co je Tělo Kristovo. Doslovně, že chléb znamená Tělo (stejně tak víno znamená Krev). Slova Krista o nutnosti jíst Tělo Syna člověka a pít Jeho Krev vykládá jako ustanovení pro duchovní pozření. Důvodem udává, že mnozí, jako sv. Jan Křtitel anebo lotr po pravici, mají život věčný, aniž by jedli Kristovo Tělo a pili Kristovu Krev. Jako rukou máme býti od viditelného znamení chleba a vína přivedeni k duchovnímu Tělu a Krvi. Proti tradiční nauce o transsubstanciaci uvádí Húska, že je nemyslitelné, aby byl Kristus na každý den nový v nesčetně mnoha kostelích, když sedí po pravici Boha Otce v nebesích.“
Samotné sv. přijímání se pak v Húskově pojetí odehrává tak, že „člověk, který přijímá, tak jí Tělo Kristovo natolik, nakolik činí takové skutky, které Kristus činil. Tyto skutky, říká Mluvka, jsou Tělo Kristovo. Skutky Božího Slova jsou tedy zvány Tělem, neboť jsou činěny v Těle a jsouce jedno s Tělem. Pít Krev pak znamená poznání příčin skutků Jeho. Natolik tedy člověk pije Krev Kristovu, nakolik poznává příčiny skutků Kristových.“
Večeře Páně, jak je podána Húskou, pak nespočívá ve sv. přijímání, ale ve skutcích lásky. Zmíněno je příkladně omytí nohou, které mají po vzoru Krista vykonávat apoštolové mezi sebou, ale i směrem ke druhým lidem. Což má být zcela jasným impulsem pro křesťany.